# Universidad de Graduados de Claremont
La Claremont Graduate University ( CGU ) es una universidad privada de investigación de posgrado ubicada en Claremont, California, Estados Unidos. Fundada en 1925, la CGU es miembro del consorcio Claremont Colleges , que incluye cinco instituciones de educación superior de pregrado y dos de posgrado.
La universidad está organizada en siete unidades independientes: la Escuela de Artes y Humanidades; la Escuela de Salud Comunitaria y Global; la Escuela Drucker de Administración ; la Escuela de Estudios Educativos; la Escuela de Ciencias Sociales, Políticas y Evaluación; el Centro de Sistemas de Información y Tecnología; y el Instituto de Ciencias Matemáticas. Está clasificada entre las " R2: Universidades de Doctorado – Alta actividad investigadora ".